# Malaltia de Krabbe
La malaltia de Krabbe o leucodistròfia de cèl·lules globoides és deguda a l'acumulació d'agregats de cèl·lules globoides en la substància blanca del cervell, i té un patró d'expressió de tipus autosòmica recessiva.

## Genètica
El gen de la galactosilceramida, normalment conegut com a galactocerebròsid β-galactosidasa (símbol GALC), es troba en el cromosoma 14 braç q23.3-32.1, ocupant 56 kb i compost per 17 exons que codifiquen a 669 àcids amino-glicoproteïnes. L'activitat deficient de la galactocerebròsid β-galactosidasa dona com a resultat la malaltia de Krabbe.

## Clínica
Aquesta malaltia és ràpidament progressiva i invariablement fatal abans del final del segon any. Hi ha una forma d'aparició en els adults d'aquesta malaltia que és caracteritzada per ceguera, demència i paraparèsia espàstica. Els símptomes de la forma infantil es manifesten al voltant dels 2 als 12 mesos d'edat. La manifestació clínica de la malaltia de Krabbe està limitada al sistema nerviós. A més de la presència de cèl·lules globoides hematògenes del llinatge dels macròfags, hi ha gairebé una pèrdua total de mielina i oligodendròglia així com gliosis astrocítiques. La malaltia progressa ràpidament a greus deterioracions psicomotores. Els bebès es converteixen en eixelebrats, es queden cecs i normalment sords, i no tenen contacte amb el seu entorn. No hi ha tractament per la forma infantil de la malaltia. El trasplantament de medul·la òssia ha estat efectiu en pacients amb la mínima afectació neurològica.